# 余慶
余慶（餘慶, よけい）は、平安時代中期の天台宗の僧。俗姓は宇佐氏。諡号は智弁（智辨, 智辯, ちべん）。円珍門徒（後の天台寺門宗）の高僧であり、彼の法性寺座主・天台座主就任によって、山門寺門の争いが先鋭化した。彼の大雲寺（京都市左京区）の観音院にちなみ観音院僧正とも言われる。

## 略歴
延喜19年（919年）、誕生。筑前国早良郡の出身とされるが、一説によれば日向国の出身ともいう。比叡山の明仙から天台教学を学び、康保3年（966年）、行誉から灌頂を受けた。
応和3年（963年）8月21日、応和相論にて一日目発願・無量義講の問者を務めた。
天禄元年（970年）、藤原師氏の葬儀で空也から閻魔に宛てた書状を読み上げた。
康保4年（967年）3月11日から18日、東宮憲平親王の病のため、長燭とともに不断法を修した。「余慶、東宮を加持する間、邪気、頗る調伏の気色有り」と評され、延長を依頼されたが、「堪うべからず」と断った。
天延2年（974年）閏10月3日、藤原義孝の四十九日法要を修する。
天元2年（979年）に園城寺長吏となる。

### 山門寺門の争い

#### 根本中堂供養会問題
天元3年（975年）9月3日、延暦寺根本中堂完成供養会で、衲衆第一位を務める。この供養会には少僧都尋禅、東寺の寛空、興福寺別当定照らが職僧として招かれた一方で、余慶ら千光院派の僧は一人も職僧になっていなかった。これを不服とする千光院派の僧の朝廷への訴えで、余慶が衲衆第一位を務めることになったという。平林盛得はこの事件に、円仁門徒の天台座主良源と円珍門徒の対立を指摘している。

#### 法性寺座主就任問題
天元4年（981年）7月13日には円融天皇の病のため、金剛夜叉法を修し、権少僧都から権大僧都に昇った。
同年11月29日には法性寺座主となるも、円仁派が「法性寺座主は、建立以来頼、円仁門徒がついている」と反対し、僧182人以上で関白太政大臣藤原実頼邸に押し掛けた。このため12月13日に、法性寺座主を辞任した。この事件は比叡山僧の最初の示威行動とみられている。このことで、余慶は数百僧を連れて、比叡山を去って、自身の建立した大雲寺観音院へ移った。
明けて5年（982年）1月9日、平恒昌が比叡山に登り、「座主良源は余慶・穆算ら5人を殺したがっていると聞く」とする綸旨を与えた。天台座主良源は「殺人は大罪である。（中略）法性寺のことで門徒が愁訴したことは、各身の利益名聞のためでなく、ただ一門の旧跡を墜さないためである。」と否定した。
この後2月15日、円融天皇に戒を授けたため、天皇から御襲・表御袴を給わった。また、3月21日は仁寿殿で不動法を修し、5月16日には禁裏の御修善を行った。平林はこれらを余慶への慰留だとしている。このほか3月25日には、季御読経の呪願をし、27日の論議にも出席した。

#### 観音院時代
永観元年（983年）7月13日、御所で北斗法を行う。2年（984年）10月21日と11月28日、例講の証者を務めた。
寛和元年（985年）1月22日、仁寿殿で不動調伏法を修した。同年8月29日、円融上皇が出家し、余慶が三聚浄戒を授けた。
永延2年（988年）10月3日、藤原実資らが、観音院を訪ね、余慶と清談した。永祚元年（989年）6月28日、藤原頼忠の葬儀で、呪願を務める。

#### 天台座主就任問題
永祚元年（989年）9月29日、天台座主に就任し、10月7・8日、慶賀・賜禄のため参内した。
この就任についても、山門派の強い抵抗に遭う。まず10月1日、任命の宣命（天皇の命令書）を伝達する使者として比叡山に遣わされた源能遠を山門派数百人が襲撃。宣命は破り捨てられ、能遠は裸足で逃げ帰る有様だった。これを聞いた藤原実資は、「末代の事は、悲しむべし、嘆くべし」と日記に記している。また10月29日、藤原在国が運んでいた任命の宣命を山門派に奪取されてしまう。さらに前夜には、余慶が灌頂のため兵を率いて比叡山に登っていたところ矢を射かけられ、合戦となった。しかし、矢に当たるものはいなかったという。
これを受け、12月2日、余慶は観音寺にて宣命使源時方に天台座主の印鎰を渡し、12月27日、天台座主を辞任した。同日、代わりに権僧正に任じられた。当時の宣命の文中には山門派の門徒のことを「獅子身中の虫」と断じている。
円珍の門流である寺門流は余慶によって発展し、その後山門派・寺門派の対立が激しくなるきっかけとなった。

### 入滅
正暦2年閏2月18日（991年4月5日）、入滅、享年73歳。長保3年（1001年）2月、余慶門徒が智弁の諡号を申請。寛弘4年（1007年）3月19日、智弁の諡号を贈られる。墓所は大雲寺に現存する。
弟子には、勧修、勝算、文慶、慶祚、義観、真義、文慶がいる。

## 僧歴
主に『五十音引僧綱補任 僧歴綜覧』による
- 承平5年（935年）7月2日：得度受戒。
- 康保3年（966年）12月26日：阿闍梨[20]。12月27日：灌頂。
- 安和2年（969年）3月10日：権律師。6月19日：定心院十僧。
- 天禄元年（970年）：見法橋上人[4]。
- 貞元2年（977年）5月30日または6月16日：律師。
- 天元2年（979年）：園城寺長吏[7]。12月21日または22日：権少僧都
- 天元4年（981年）9月5日または8月30日：権大僧都[9]。11月29日：法性寺座主[28]。12月13日：法性寺座主辞任[28]。
- 永観2年（984年）8月8日：大僧都
- 永祚元年（989年）9月29日：天台座主[16]。12月27日：天台座主辞任。権僧正[14]。
- 正暦2年（991年）閏2月18日：入滅[22]
- 寛弘4年（1007年）3月19日：贈諡号智弁[24]

## 伝記
- 虎関師錬『元亨釈書』巻11
- 高泉性潡『東国高僧伝』巻6
- 卍元師蛮『本朝高僧伝』巻48
- 『寺門伝記補録』巻13